# East African Golf Tour
De East African Golf Tour is een organisatie die in Oost-Afrika golftoernooien organiseert voor golfprofessionals. De Tour werd in 2008 opgericht en heeft tot doel het peil van de regionale spelers te verhogen.
De toernooien staan onder leiding van Charan Thetty, die tevens voorzitter is van PGA Kenya.
Titelsponsor van de Tour is de Kenya Commercial Bank. De toernooien werden in verschillende landen gespeeld, maar vanaf 2012 worden er zes op verschillende banen in Kenia georganiseerd en maar twee toernooien in een ander land. Jaarlijks staan er acht toernooien op de agenda. Het prijzengeld was in 2011 Sh 8.700.000, in 2012 is het opgetrokken naar Sh 9.000.000. Er deden in 2007 ongeveer vijftig professionals aan de Tour mee, dat aantal is gegroeid tot 120 spelers.
Dismas Indiza uit Mumias heeft in 2011 regelmatig aan de top van de Order of Merit gestaan hoewel hij slechts één overwinning behaalde; hij eindigde wel steeds in de top. Simon Ngige stond na zijn derde overwinning toch nog maar op de derde plaats omdat hij kleinere toernooien won en zijn andere resultaten niet zo goed waren.
KCB Bank sponsort de organisatie in 2012 met Ks 6.4, waarcan Ks 6.4 aan prijzengeld wordt besteed.

## Order of Merit
De KCB East African Golf Tour heeft een eigen Order of Merit.
Winnaars
- 2010: Simon Ngige
- 2011: Dismas Indiza

## Jaarschema's
Het prijzengeld is weergegeven in Keniaanse shilling. Ks 1000 is ongeveer € 10.

### 2010
| Maand    | Baan                           | Toernooi                        | Prijzengeld | Winnaar                  |
| -------- | ------------------------------ | ------------------------------- | ----------- | ------------------------ |
| Februari | Thika Golf Club, Thika         | KCB Biashara Club Invitational  | 450.000     | Simon Ngige              |
| Maart    | Muthaiga Country Club, Nairobi | KCB Advantage Banking Challenge | 550.000     | Brian Njoroge Anil Shah  |
| April    | Nyanza Golf Club, Kisumu       | KCB S&L Mortgages Classic       | 450.000     |                          |
| Mei      | Arusha Gymkana, Arusha         | KCB Bank Tanzania Open          | 1.000.000   |                          |
| Mei      | Kigali Golf Club, Kigali       | KCB Bank Rwanda Open            | 1.000.000   | Simon Ngige po (291, +3) |
| Juni     | Nakuru Golf Club, Nakuru       | KCB Corporate Banking Open      | 450.000     | Rizwan Charania          |
| Juli     | Uganda Golf Club, Kampala      | KCB Bank Uganda Open            | 1.000.000   |                          |
| Augustus | Nyali Golf Club, Mombasa       | KCB Classic Tour                | 7.630.000   |                          |

Het laatste toernooi telde mee voor de Sunshine Tour. De toernooien in Kenia hebben minder prijzengeld dan de toernooien in de andere landen, waar per seizoen maar één toernooi is.

### 2011
| Maand    | Baan                           | Toernooi                        | Prijzengeld | Winnaar             |
| -------- | ------------------------------ | ------------------------------- | ----------- | ------------------- |
| Februari | Thika Golf Club, Thika         | KCB Biashara Club Invitational  | 500.000     | Simon Ngige (-11)   |
| Maart    | Muthaiga Country Club, Nairobi | KCB Advantage Banking Challenge | 1.000.000   | Greg Snow           |
| April    | Nyanza Golf Club, Kisumu       | KCB S&L Mortgages Classic       | 500.000     | Simon Ngige         |
| Mei      | Arusha Gymkana, Arusha         | KCB Bank Tanzania Open          | 1.000.000   | Dismas Indiza (-16) |
| Mei      | Kigali Golf Club, Kigali       | KCB Bank Rwanda Open            | 1.000.000   | Greg Snow (-11)     |
| Juni     | Nakuru Golf Club, Nakuru       | KCB Corporate Banking Open      | 500.000     | Simon Ngige         |
| Juli     | Uganda Golf Club, Kampala      | KCB Bank Uganda Open            | 1.000.000   |                     |
| Augustus | Nyali Golf Club, Mombasa       | KCB Classic Tour                | 3.000.000   | Anil Shah (286, +2) |

### 2012
| Maand    | Baan                           | Toernooi                        | Prijzengeld | Winnaar         |
| -------- | ------------------------------ | ------------------------------- | ----------- | --------------- |
| Februari | Thika Golf Club                |                                 |             | Anil Shah       |
| Maart    | Muthaiga Country Club, Nairobi | KCB Advantage Banking Challenge |             | Rizwan Charania |
| April    | Nyanza Golf Club               | KCB S&L Mortgages Classic       |             | Dismas Indiza   |
| Mei      | Royal Nairobi Golf Club        |                                 |             |                 |
| Juni     | Nakuru Golf Club               |                                 |             |                 |
| Augustus | Nyali Golf Club                | KCB Classic Tour                |             |                 |

## Trivia
De Kenya Commercial Bank heeft kantoren in Kenia, Tanzania, Uganda (2007), Sudan en Rwanda. De KCG East African Golf Tour heeft in al deze landen toernooien gehad behalve in Sudan, waar bij Khartoum in 2010 door Peter Harradine de Soba Golf Course werd aangelegd met Sudans eerste 9-holes golfbaan met gras-greens.